# 1080° Avalanche
1080° Avalanche, llançat en Japó com 1080° Silverstorm, és un videojoc de surf de neu per a la Nintendo GameCube. Va ser desenvolupat per un estudi de la pròpia Nintendo, NST, i publicat per Nintendo. Avalanche és una seqüela del conegut joc de snowboard que va eixir en 1998 per a la Nintendo 64, 1080° Snowboarding. El joc s'enfoca més en la carrera que a realitzar cabrioles al contrari que el seu rival en els jocs de snowboarding SSX. És capaç de mostrar la imatge a 480p i amb so Dolby Pro Logic permetent jugar 4 persones alhora amb quatre comandaments de la GameCube o mitjançant joc LAN amb quatre GameCubes.

## Personatges
- Ricky Winterborn — Whistler, British Columbia, Canadà 18 anys (H) — Va aparèixer també en 1080° Snowboarding
- Akari Hayami — Kobe, Prefectura d'Hyōgo, Japó 19 años (D) — Va aparèixer també en 1080° Snowboarding
- Kemen Vazquez — Santiago de Xile, Regió Metropolitana de Santiago, Xile 21 anys (H)
- Tara Hunter — Groton, Connecticut, EUA 22 anys (D)
- Rob Haywood — Seattle, Washington, EUA 23 anys (H) — Va aparèixer també en 1080° Snowboarding
- Frosty Winterball — (H) Personatge secret desbloquejable (Desbloquejable passant-se el mode extrem amb Ricky Winterborn)
- Crystal Hayami — (D) Personatge secret desbloquejable (Desbloquejable passant-se el mode extrem amb Akari Hayami)
- Titanium Vazquez — (H) Personatge secret desbloquejable (Desbloquejable passant-se el mode extrem amb Kemen Vasquez)
- Mimi Le Moose — (D) Personatge secret desbloquejable (Desbloquejable passant-se el mode extrem amb Tara Hunter)
- Bones Haywood — (H) Personatge secret desbloquejable (Desbloquejable passant-se el mode extrem amb Rob Haywood)

## Modes de joc
- Match Race
- Trick Attack
- Time Trial
- Gate Challenge

## Desenvolupament
Durant 1999, es va confirmar una seqüela del joc 1080° Snowboarding i que eixiria per a la Nintendo 64. Més tard, el joc es va donar per cancel·lat per part de Nintendo després de no obtenir tot just informació per part de Nintendo. Més tard Nintendo confirmà que el joc, 1080 Snowboarding 2, seguia en desenvolupament per part de la second party Left Field. Quan es van començar a mostrar les primeres imatges, es va poder observar que el joc va canviar de plataforma i que acabaria en la Gamecube amb el nom 1080: White Storm i que canviaria de desenvolupadora després d'unes diferències amb la companyia que ho va crear, Left Field, acabant en mans el desenvolupament de la companyia interna de Nintendo Software Technology Corporation (NST). Després d'aquesta ruptura, Left Field va confirmar que deixava de ser una second party de Nintendo i que acabaria desenvolupant jocs per a altres plataformes. Més tard el nom canviaria de 1080°: White Storm al seu nom final d'eixida 1080°: Avalanche en honor de les situacions amb devessall que es produeixen en el joc (no se sap bé si tot el joc va ser reescrit per NST o va aprofitar parts ja realitzades per Left Field).

## Versions
1080°: Avalanche va ser llançat en dues diferents versions, una versió simple que contenia només un disc mentre que havia altra versió per a col·leccionistes que contenia altre dvd. El segon dvd no contenia el joc sinó que en format mini dvd (és a dir, no era el format god exclusiu de la gamecube) contenia hora i mitja de vídeos de snow amb música extreta del joc. Aquesta versió va eixir solament en Estats Units en els establiments Wal-Mart, i es trobava indicada amb un marca roja en la portada.